# Istor-o-Nal
L'Istor-o-Nal és, amb 7.403 msnm, la tercera muntanya més alta de la gran serralada de l'Hindu Kush. Es troba al districte de Chitral, a la província pakistanesa de Khyber Pakhtunkhwa. És la 68a muntanya més alta de la Terra, tenint en compte una prominència de 500 metres. És el punt culminant d'un petit massís amb onze cims per sobre dels 7.000 metres. Es troba a pocs quilòmetres al nord-est del Tirich Mir, el cim més alt de l'Hindu Kush. En estar situat rere el Tirich Mir no és fàcil veure'l des de molts punts i, per tant, és poc conegut.
La paraula "Istoro Nal" significa "ferradura" en chitrali (Istor significa "cavall"). No queda clar l'origen del nom.
La primera ascensió de l'Istor-o-Nal va tenir lloc el 8 de juny de 1955 per una expedició estatunidenca de la Universitat de Princeton. Els estatunidencs Joseph E. Murphy, Jr. i Thomas A. Mutch, i el Major pakistanès Ken Bankwala en van ser els responsables. Van seguir una ruta a través de l'aresta oest, començant a la cara sud del cim, a la glacera de Tirich. Aquesta petita expedició, amb un finançament mínim pels estàndards que hi havia en aquests anys, suposà el segon cim més alt coronat pels estatudinencs.